# شبگرد بال‌داسی
شبگرد بال‌داسی (نام علمی: Eleothreptus anomalus) نام یک گونه از تیره شبگردان است.